# Джок'якартський султанат
Джок'якартський султанат (індонез. Kesultanan Yogyakarta) — монархічна держава зі столицею в місті Джок'якарта, що існувала в 1755—1950 роках на території сучасної Індонезії в центральній частині острова Ява. Будучи формально суверенною, спочатку знаходилася в фактичній, а пізніше — в юридично оформленій залежності від колоніальної адміністрації Нідерландської Ост-Індської компанії та Нідерландської Ост-Індії.
Султанат був головним театром воєнних дій під час Яванської війни 1825—1830 років, в результаті якої значна частина його території була анексована Нідерландською Ост-Індією, а ступінь автономії істотно урізана. У 1946—1948 роках, в період Війни за незалежність Індонезії в місто Джок'якарта на території султанату виконувало функції столиці Індонезійської республіки.
У 1950 році Джок'якартський султанат увійшов до складу Індонезії на правах особливого округу, по статусу прирівняного до провінції. При цьому за його правителями був законодавчо закріплений спадковий султанський титул і деякі церемоніальні привілеї.

## Створення, державний і соціально-економічний устрій

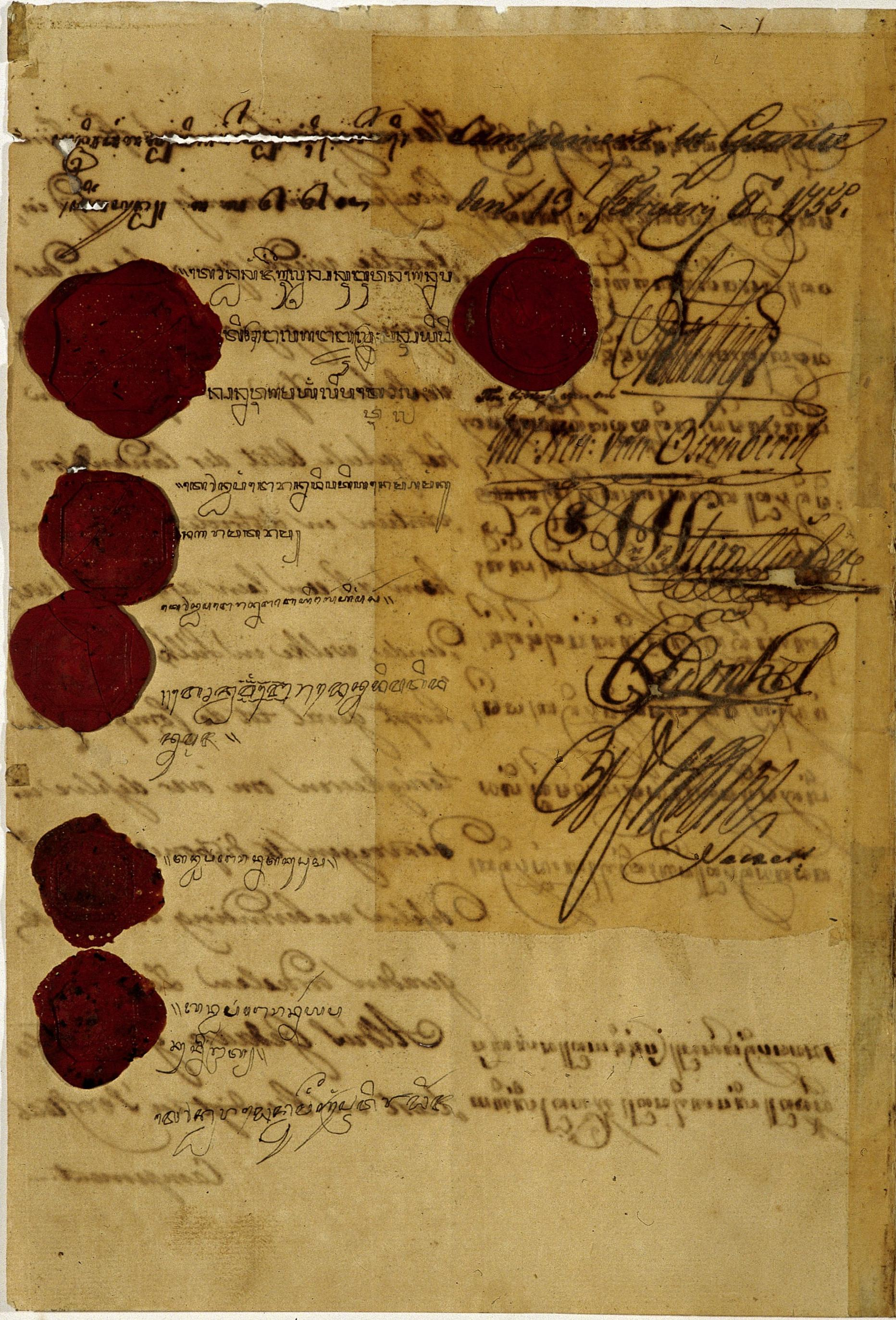
Оригінальний текст Гіянтської угоди, що передбачала створення султанату Джок'якарта

Султанат був утворений в результаті розділу держави Матарам (існувала на Яві з другої половини XVI століття, що стався в результаті тривалої міжусобної війни членів місцевої правлячої сім'ї, в яку втрутилася Нідерландська Ост-Індська компанія (НОІК)). Конфлікт завершився 13 лютого 1755 р. підписанням Гіянтської угоди, за умовами якого частина Матарама приєднувалася до володінь НОІК, а на решті його території утворювалися дві нових монархії — Джок'якарта і Суракарта.
Відповідно до угоди, обидві нові держави були абсолютно рівноправні. При цьому правонаступником Матарама фактично ставав султанат Суракарта, оскільки влада в ньому передавалася останньому матарамському правителю Пакубувоно III, який зберігав за собою колишню столицю, а також наслідував «ексклюзивний» титул сусухунан, що відрізняв правителів Матарама, як найбільш могутніх і впливових монархів Яви.
Джок'якарта передавалася в спадкове володіння принцу Мангкубумі (яван. Mangkubumi), зведеному брату Пакубувоно III. Він брав «рядовий» титул султан, який в той період носили глави десятка державних утворень о. Яви та інших островів Малайського архіпелагу. На престол новий монарх вступив під тронним ім'ям Хаменгкубувоно I — таким чином, було покладено початок правлячої джок'якартської династії, в якій тронне ім'я «Хаменгкубувоно» (яван. Hamengkubuwono, буквально — «опора світу») передавалося у спадок з відповідним порядковим номером кожного чергового правителя.
Через місяць після підписання Гіянтської угоди, 13 березня 1755 року, Хаменгкубувоно I оголосив про початок будівництва столиці нового султанату. Для її розташування було обрано лісисту місцевість в межиріччі невеликих річок Вінонго (індонез. Winongo) і Чоде (індонез. Code), де раніше його батьком, матарамським сусухунаном Пакубувоно II було зведено заміську резиденцію під назвою «Гарджитоваті» (індонез. Garjitowati). Тут протягом кількох місяців було зведено кратон — традиційний яванський палацовий комплекс. Саме ця місцевість і отримала назву «Джок'якарта». Етимологія цього імені є спірною. Згідно з однією з найбільш поширених версій, Хаменгкубувоно I керувався асоціацією з легендарним індійським містом Айодх'єю, добре відомому яванській аристократії по популярному в той період на Яві епосу «Рамаяна». У цьому випадку назва має санскритську етимологію і перекладається як «мирна, яка воює». За іншою версією, назва «Джок'якарта» має суто яванське походження. В цьому випадку його можна перевести як «гідна процвітання, належна процвітати»: від «Йог'я» (яван. yogya — «відповідний, належний, належний» і «Керта» (яван. kerta — «процвітання, добробут». Офіційна ж урочиста назва всього султанату яванською мовою була досить довгою і пишною: Касултанан Нагар Нгайогякерто Хадінінграт (яван. Kasultanan Nagari Ngayogyakerto Hadiningrat), що перекладається приблизно як «Султанат — країна, гідна процвітання в найпрекраснішому ступені». При цьому на побутовому рівні, а в подальшому і в офіційній історіографії за державою закріпилася коротка назва «Джок'якарта».
Територіальне розмежування Джок'якарти і Суракарти було досить складним як в правовому, так і в географічному плані. Крім того, що землі новостворених монархій мали дворівневий статус (власне держава і велика особиста вотчина монарха), значна частина колишнього Матарама передавалася в спільне управління сусухунана і султана. Всі ці різнорідні території утворювали безліч відокремлених один від одного анклавів і ексклавів.

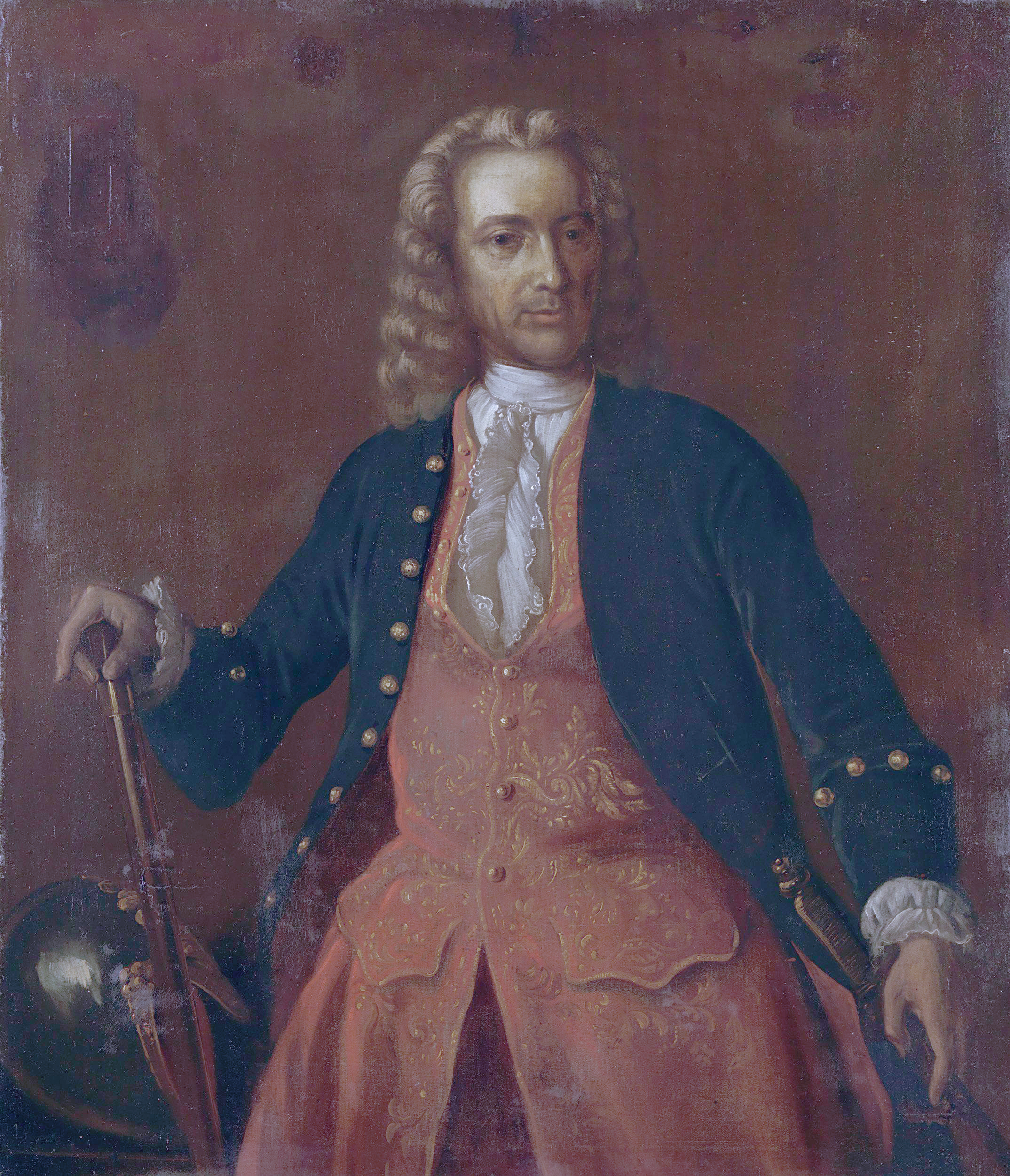
Якоб Моссел (англ.) — генерал-губернатор Нидерландської Ост-Індії в 1750—1761 роках, який досяг розколу Матарами і утворення Джок'якартського султанату

Політичний і соціально-економічний устрій Джок'якарти був в основному ідентичний матарамському. Султан мав абсолютну владу, функції уряду виконувала група придворних, яка поділялася на кілька галузевих відомств — канаяканів (яван. kanayakan). Канаякани очолювалися візирами — пепатіхамі (яван. pepatih), які, в свою чергу підпорядковувалися верховному візиру, що мав титул пепатіх-далем (яван. pepatih dalem). Останній зазвичай призначався з числа близьких родичів султана і вступав на посаду під ім'ям Дануреджо (яван. Danurejo) з відповідним порядковим номером. Населення поділялося на три стани: аристократів (яван. bandara), службовців (яван. abdi dalem) і простолюд (яван. kawula).
Як і в Матарамі, султан був верховним власником країни і розпоряджався всіма земельними і водними ресурсами держави. Приватної земельної власності не існувало, земля перебувала в користуванні селянських общин, які виплачували султану продуктову ренту в розмірі 20-30 % від виробленої продукції, а також несли різні трудові повинності (будівництво доріг, іригаційних та фортифікаційних споруд і т.ін.), які в середньому займали близько 50 днів на рік. Основою місцевого господарства служило землеробство. Головною сільськогосподарською культурою був рис — як на заливних, так і на сухих полях, основною тягловою твариною був буйвол. Значний розвиток мали рибальство і рибництво.
У перші роки існування султанату його соціально-економічний розвиток істотно ускладнювався наслідками міжусобних війн, що відбувались в Матарамі протягом декількох попередніх десятиліть. Значна частина сільськогосподарських земель, а також дорожньої і іригаційної інфраструктури була закинута, деякі населені пункти обезлюдніли.
Торгові зв'язки султанату з іншими регіонами Яви були не надто активними. Винятком у цьому плані становила сусідня Суракарта, оскільки дві колишні частини Матарама зберігали активні економічні, а також соціальні та культурні зв'язки. Відносини між двома монархіями підтримувалися за рахунок династичних шлюбів, проте, незважаючи на це, нерідко носили досить напружений характер.

## Залежність від Нідерландської Ост-Індської компанії (1755—1798)

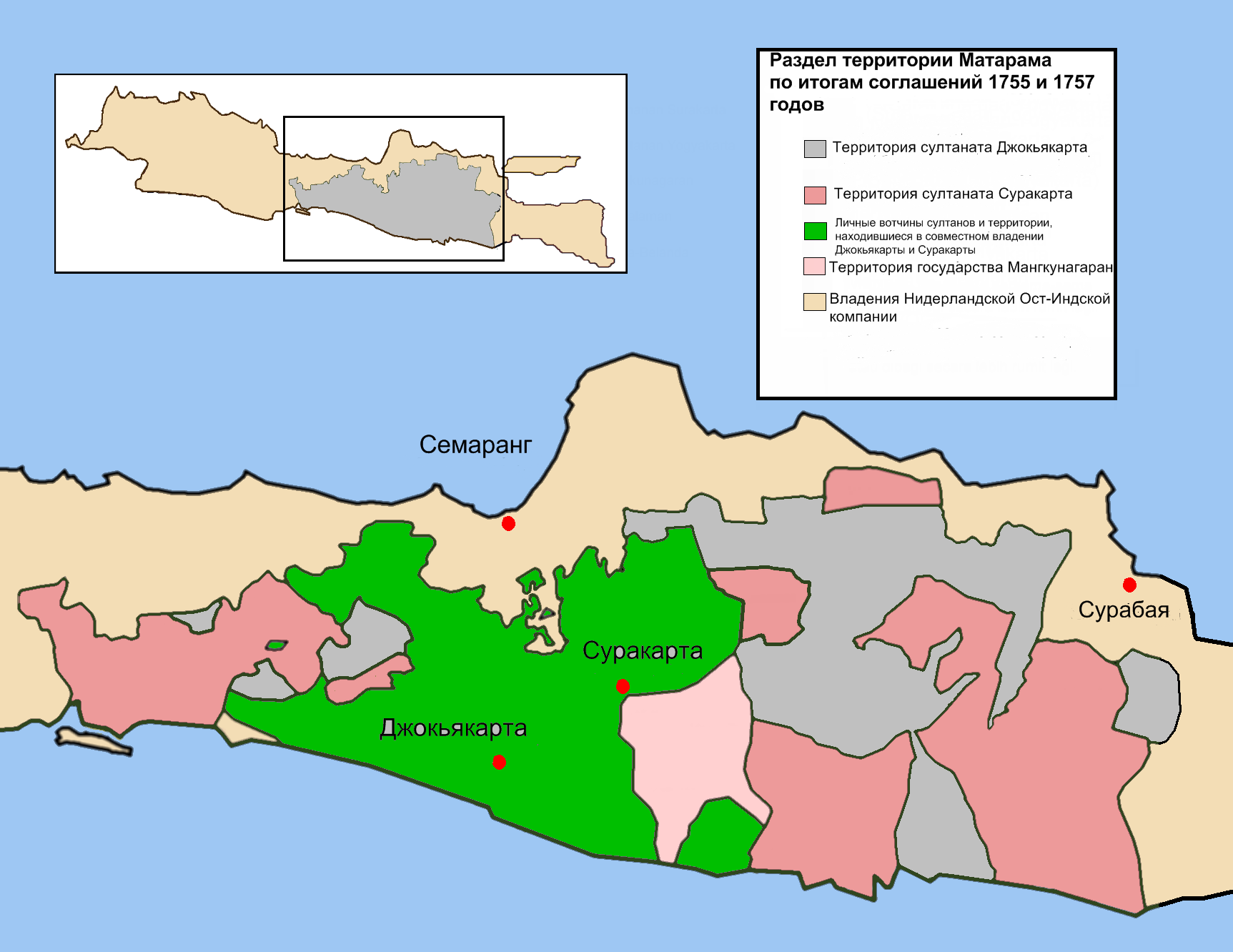
Розділ території Матарама за підсумками угод 1755 і 1757 років

Спочатку володіючи формальним суверенітетом, Джок'якарта, відповідно до положень Гіянтської угоди та низки наступних додаткових домовленостей, фактично потрапила в васальну залежність від НОІК. До двору Хаменгкубувоно призначався постійний представник генерал-губернатора колонії — «резидент», що мав право втручання в зовнішні відносини та економічне життя султанату. Він, зокрема, контролював виконання владою Джок'якарти угоди про безоплатні поставки сільськогосподарської продукції адміністрації НОІК (цей метод колоніальної експлуатації практикувався голландцями на Яві ще з початку XVII століття). Призначення і звільнення з посади візирів-пепатіхов, а також бупаті, глав адміністративно-територіальних одиниць султанату, здійснювалось за погодженням з керівництвом НОІК. Більш того, ці посадові особи складали присягу на вірність не тільки султанові, а й Компанії. Проте, в порівнянні з іншими підвладними голландцям територіями на Яві, ступінь автономії Джок'якарти була досить високою — вона мала не тільки власний, досить розгалужений державний апарат, незалежну від голландців правову і адміністративну систему, але й цілком боєздатну регулярну армію.
У 1757 році Джок'якарта зазнала нападу загонів Радена Мас Саїда (яван. Raden Mas Said) — далекого родича Хаменгкубувоно I, що не визнав Гіянтської угоди і продовжив збройну боротьбу проти голландців і їх місцевих союзників. Напад було відбито об'єднаними силами Джок'якарти, Суракарти і голландців, однак переможеному Радену Мас Саїду була надана можливість капітулювати на досить почесних умовах. За підсумками угоди, підписаної 17 березня 1757 року в центральнояванському містечку Салатіга, він визнав себе васалом НОІК в обмін на передачу йому у владу частини Суракарта — в новоствореному князівстві Мангкунегаран. Раден Мас Саїд зійшов на престол під ім'ям Мангкунегара I.
У 1760 році, під приводом забезпечення безпеки резидента НОІК і його апарату, в безпосередній близькості від султанського кратона голландцями був побудований військовий форт. Це забезпечило їм постійну, хоча і не дуже значну військову присутність в султанаті. Протягом наступної половини століття особовий склад дислокованого тут гарнізону не перевищував декількох десятків людей. Для порівняння, постійна гвардія султана в цей період налічувала понад півтори тисячі бійців, а при необхідності монарх міг би мобілізувати збройні сили чисельністю до 100 000 чоловік.
Період з початку 1760-х років до початку XIX століття став часом соціально-економічного розквіту Джок'якарти. Політична стабільність, що наступила на цій території після тривалих матарамських міжусобиць, сприяла значному зростанню населення. Так, до 1795 році воно становило близько 1,4-1,6 мільйона осіб — принаймні в півтора рази, а за деякими оцінками вдвічі більше, ніж на початку існування Джок'якартського султанату в 1755 році. Швидкими темпами розширювалися сільськогосподарські угіддя. Якщо на момент підписання Гіянтської угоди Джок'якарта значно поступалася Суракарті за економічним і військовим потенціалом та політичним авторитетом, то вже до кінця XVIII століття співвідношення сил між двома колишніми частинами Матарама стало протилежним.

## Ліквідація НОІК, конфлікт з нідерландською адміністрацією (1798—1811)

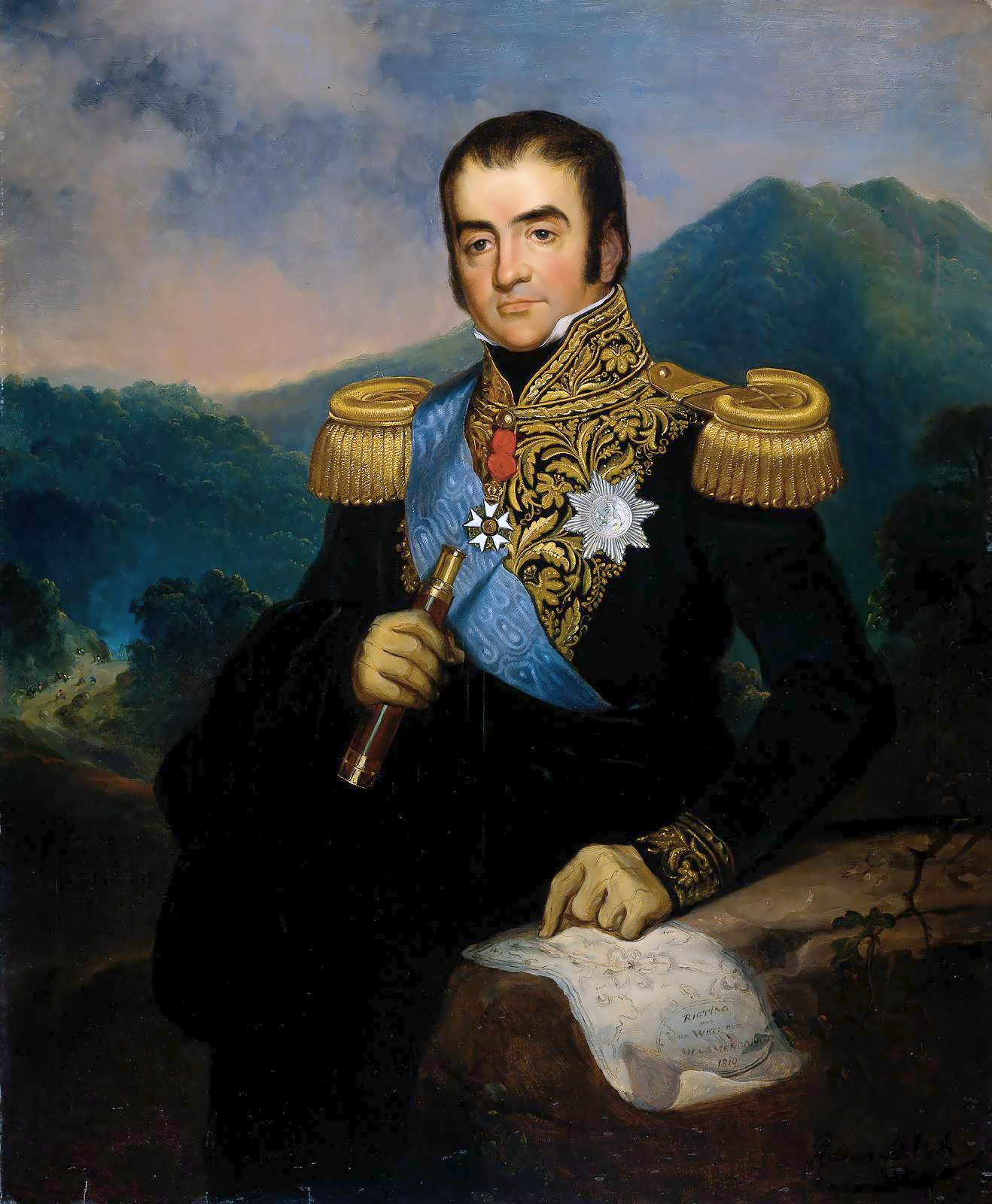
Херман Віллем Данделс — генерал-губернатор Нідерландської Ост-Індії в 1807—1811 роках, що почав військову акцію проти Джок'якарти

У самому кінці XVIII століття залежність від НОІК змінилася аналогічними відносинами безпосередньо з Нідерландами. Після тривалої кризи, Компанія була передана в державне управління, а в 1799 році офіційно припинила своє існування. Всі її володіння перейшли в розпорядження Батавської республіки.
Подібна трансформація не передбачала якихось істотних змін в системі колоніального управління — зносини з владою султанату як і раніше здійснював резидент, який призначався генерал-губернатором Нідерландської Ост-Індії, який, у свою чергу, представляв вже не НОІК, а безпосередньо нідерландський уряд. Однак прибулий на Яву в 1807 році черговий генерал-губернатор Херман Віллем Данделс, що отримав це призначення від Людовика I Бонапарта, проголошеного королем Нідерландів після захоплення країни наполеонівської Францією, повів курс на значне посилення контролю над Джок'якартою, так само як і над іншими формально незалежними державними утвореннями острова Ява. Відповідно до його розпорядження, акредитовані при монарших дворах резиденти прирівнювалися по статусу до самих монархів. Це забезпечувало голландським чиновникам не тільки султанські церемоніальні почесті, але і право віддавати прямі розпорядження будь-яким посадовим особам відповідних держав.

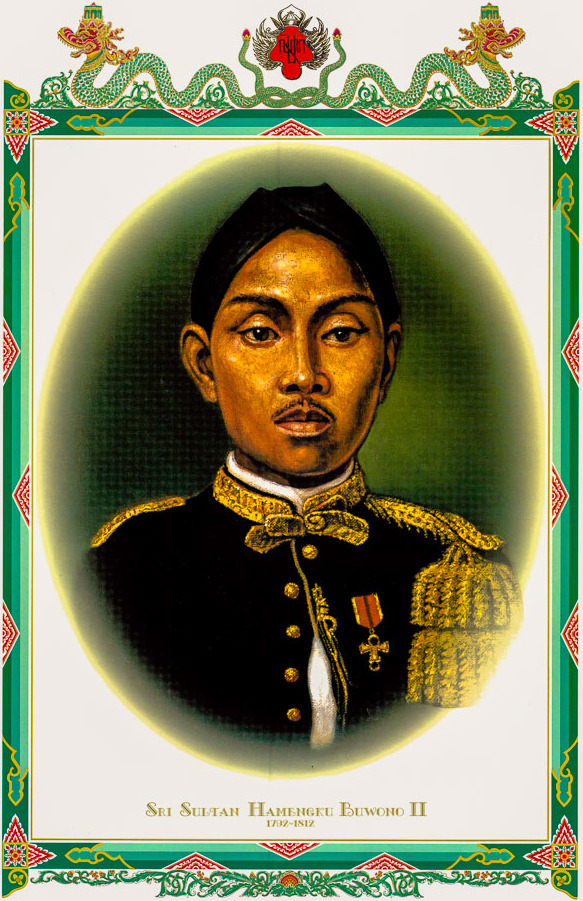
Султан Хаменгкубувоно II, неодноразово зміщувався і повертався на престол

Політика Данделса зустрілась з неприйняттям з боку Хаменгкубувоно II, що зійшов на престол в 1792 році, а серед його придворних викликала відкриті протести. Велика частина джок'якартської знаті відмовлялася визнавати розширені повноваження резидента, а керівник одного з палацових відомств Раден Рангга (яван. Raden Rangga) підняв проти нього озброєний заколот. Цей виступ був швидко придушений, а сам Раден Рангга загинув, проте напруженість у відносинах між джок'якартською верхівкою і адміністрацією Нідерландської Ост-Індії продовжувала зростати. Сам Хаменгкубувоно II уникав відкритого протистояння з колонізаторами, однак фактично саботував їх вказівки, проводячи політику поступового зменшення залежності від Нідерландів. Восени 1810 року він самовільно замінив пепатіх-далема Дануреджо II, раніше призначеного з подачі голландців.
Зіткнувшись з такою непокорою, Данделс оголосив джок'якартському султану ультиматум з вимогою повного визнання розширених повноважень резидента, відновлення колишнього пепатіх-далем і офіційних вибачень за заколот Раден Рангги. Після того, як ці вимоги залишилися невиконаними, конфлікт перейшов у відкриту фазу. В грудні 1810 в Джок'якарту увійшли голландські війська в кількості 3 200 чоловік під командуванням самого генерал-губернатора. Хаменгкубувоно II не зважився на збройний опір голландцям і був позбавлений влади, а управління султанатом було передано його старшому синові. Незважаючи на те, що останній не був офіційно зведений на султанський престол — Данделс оголосив його регентом, — йому було присвоєно тронне ім'я Хаменгкубувоно III. Новий правитель беззастережно визнав розширені повноваження і привілеї голландського резидента. На посаді пепатіх-далем був відновлений лояльний Данделсу Дануреджо II. Придворні, які виступали проти перетворень Данделса, були заслані, їх місця зайняли голландські ставленики — в числі засланих був навіть один з молодших синів Хаменгкубувоно II принц Натакусума (яван. Natakusuma). Крім того, з султанату була стягнута контрибуція в розмірі 500 000 гульденів.

## Британська окупація Яви (1811—1816)

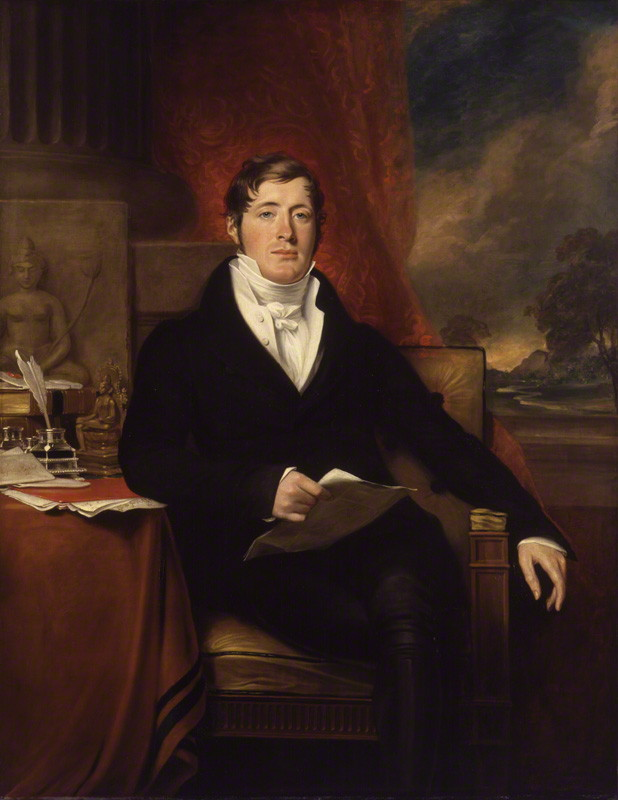
Томас Стемфорд Раффлз, керівник британської адміністрації Яви в 1811—1816 роках

У серпні — вересні 1811 року Джок'якарта, разом з усією іншою територією Яви, перейшла під контроль Великої Британії. Англійці зайняли нідерландські ост-індійські володіння, щоб запобігти їх захопленню наполеонівською Францією, яка окупувала в цей час їх метрополію — Нідерланди. Наступник Данделса на посаді генерал-губернатора Ян Віллем Янсенс, що зберіг вірність Людовіку I Бонапарту, спробував організувати збройний опір, спираючись на невеликі французькі та голландські підрозділи, однак 18 вересня 1811 року був захоплений британцями в полон і капітулював. Скориставшись цим, Хаменгкубувоно II повернув собі престол, знову повернувши Хаменгкубувоно III в положення спадкового принца. Придворні, призначені з подачі голландців після конфлікту 1810 року потрапили в опалу, а головного ставленика Данделса пепатіх-далема Дануреджо II було страчено.
Оволодівши Явою, британці протягом короткого часу домоглися від місцевих монархів укладення васальних угод. Хаменгкубувоно II не став в цьому плані винятком, проте його відносини з новими колонізаторами з самого початку виявилися напруженими. Прибулий в султанат в листопаді 1811 британський резидент Джон Кроуфорд своєю поведінкою викликав невдоволення монарха, а відвідування Джок'якарти главою британської адміністрації Яви Томасом Стемфорд Раффлзом місяць по тому ледь не призвело до збройної сутички між придворними і англійської делегацією — намагаючись домогтися від султана виявів покірності, Раффлз дійшов до відвертих образ.
У цих умовах Хаменгкубувоно II, не розриваючи васальної угоди з британською адміністрацією, повів курс на прискорений розвиток військового потенціалу султанату — зміцнив кратон, значно збільшив чисельність збройних сил і почав зондувати позиції сусухунана Суракарта на предмет можливого союзу проти нових колонізаторів. При цьому частина його оточення не поділяла антибританських настроїв. Зокрема, відсторонений батьком від влади Хаменгкубувоно III і його молодший брат принц Натакусума, повернутий англійцями із заслання, відмежувалися від султана і запевнили Раффлза в своїй лояльності.
Дочекавшись прибуття з Індії додаткових військ, Раффлз вирішив жорстко покарати Хаменгкубувоно II за непокірність. У червні 1812 року в Джок'якарту був уведений англо-індійський корпус в 1200 багнетів під командуванням полковника Джіллеспі, який в ході короткого бою вщент розгромив вдесятеро більшу армію султанату. Кратон був узятий штурмом, пограбований і частково спалений, султанська скарбниця розграбована. Хаменгкубувоно II в черговий раз був позбавлений влади і засланий на острів Пінанг. На джок'якартський престол був знову зведений Хаменгкубувоно III.

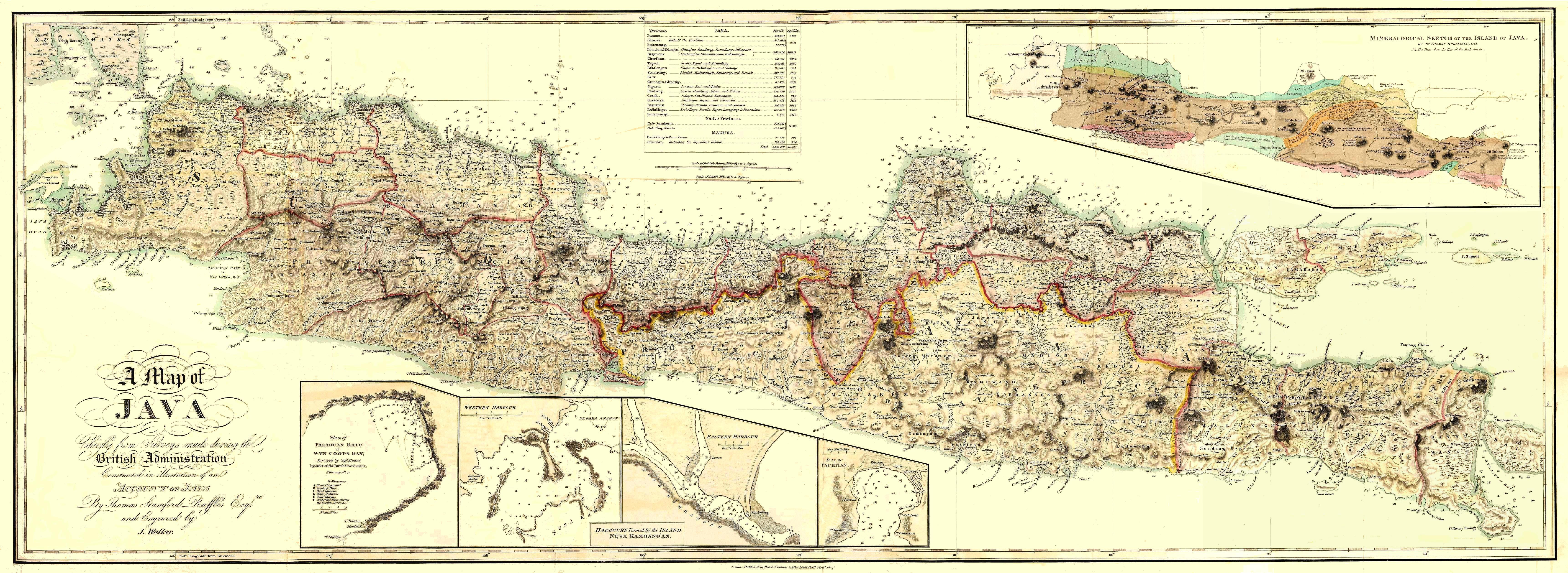
Карта Яви Томаса Стемфорда Раффлза

За підсумками конфлікту, між британською адміністрацією і Хаменгкубувоно III було укладено угоду, що передбачала різке скорочення збройних сил султанату (зберігалася тільки султанська особиста гвардія в кількості декількох сотень людей), а також деякі адміністративні перетворення, що знижували ступінь місцевого самоврядування. Крім того, в обмін на грошову компенсацію від султанату відторгалися невеликі території — напіванклав на південному заході і анклав в центрі. На цих землях у 1813 році був створений новий султанат — Пакуаламан який був переданий у спадкове правління принцу Натакусуме в нагороду за його лояльність британцям.
Примітно, що Раффлз надавав стратегічне значення військовій акції проти Джок'якарти і подальшим санкцій щодо неї. Ступінь автономії султанату, що допускалась голландцями, здавалась йому надмірною і розглядалася як серйозна перешкода для ефективної економічної експлуатації цієї території. Крім того, відповідно з його планами, такі жорсткі дії повинні були справити належне враження на всіх феодальних правителів колонії і забезпечити їх беззастережне підпорядкування європейській адміністрації.

Завданий по Джок'якарті удар надав туземцям Яви настільки переконливий доказ сили та рішучості британського уряду, що вони вперше усвідомили відносність свого положення і своєї значущості. Відтепер європейська держава вперше головує на Яві…
Оригінальний текст (англ.)
The blow which has been struck at Djocjo Carta, has afforded so decisive a proof to the Native Inhabitants of Java of the strength and determination of the British Government, that they now for the first time know their relative situation and importance. The European power is now for the first time paramount in Java…
— З листа Раффлза генерал-губернатору Британської Ост-Індії Гілберту Елліоту
 Після смерті Хаменгкубувоно III, в 1814 році на престол був зведений його молодший син під ім'ям Хаменгкубувоно IV. Старший син, принц Діпонегоро, був обійдений при престолонаслідуванні через своє походження (він був сином молодшої наложниці) і, можливо, з урахуванням його власного небажання займатися державним управлінням, оскільки в молодості Діпонегоро віддавав перевагу релігійної діяльності.
Після повернення британцями Яви голландцям в 1816 році, проведені ними територіальні та адміністративні зміни в султанаті Джок'якарта не переглядалися — Пакуаламан залишився окремим султанатом, скорочені привілеї місцевої влади і урізані збройні сили не були відновлені.

## Яванська війна, Клатенська угода (1825—1830)

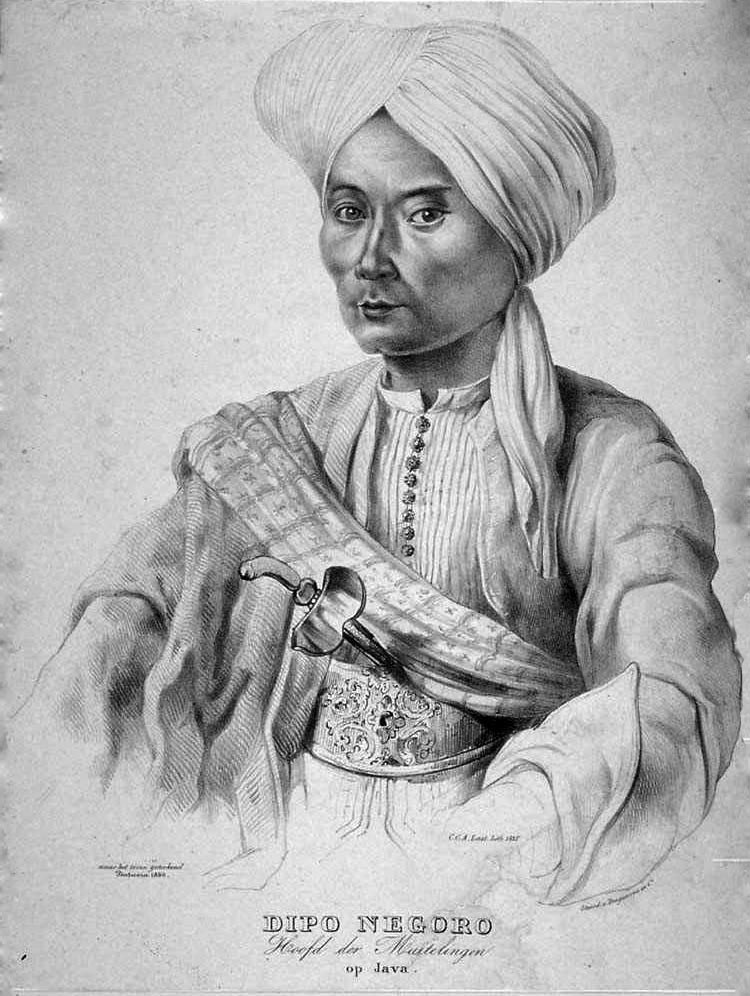
Принц Діпонегоро, ватажок антиголландського повстання 1825-30 років

Після смерті Хаменгкубувоно IV в кінці 1823 року, престол успадковував його малолітній син під ім'ям Хаменгкубувоно V. При цьому претензії Діпонегоро на статус регента задоволені не були і цей пост отримав один з далеких родичів нового султана, якого голландці вважали більш лояльним. Це призвело до загострення відносин між Діпонегоро і керівництвом Нідерландської Ост-Індії.
Незабаром Діпонегоро став відкрито критикувати не тільки колоніальну адміністрацію, а й джок'якартський двір, який, на його думку, перейшов на службу невірним чужинцям, зрадивши власний народ і мусульманську віру. Його заклики зустріли розуміння як на широкому народному рівні, так і з боку значної частини джок'якартської знаті, невдоволеної політикою голландців, які планомірно урізали її економічні права і станові привілеї. В результаті на сторону Діпонегоро встала майже половина вищої аристократії султанату і багато хто з глав його областей. Протягом короткого часу Діпонегоро, заручившись значною суспільною підтримкою, став лідером антиголландські налаштованих сил не тільки Джок'якарти, але і практично всієї Яви.
Приводом до збройного виступу прихильників Діпонегоро стала розпочата голландцями в березні 1825 року прокладка дороги з Джок'якарти на схід Яви, в ході якої будівельні роботи торкнулися території поховань предків Діпонегоро. Розцінивши подію як важку образу, принц оголосив священну війну проти колонізаторів і їх місцевих поплічників. Військові дії почалися 20 липня після спроби голландців заарештувати бунтівного принца.
Уже в перші тижні війни сили повсталих обчислювалися десятками тисяч чоловік і вони змогли взяти під контроль значну частину Джок'якарти і прилеглих територій Яви. У вересні 1825 року повстанці взяли в облогу столицю султанату, однак після невдалої спроби штурму змушені були залишити позиції, будучи атакованими підоспілими голландськими військами під командуванням генерала Хендріка де Кока.

Прагнучи привернути на свою сторону симпатії джок'якартців, все більша кількість яких схилялося на бік повсталого Діпонегоро, голландці відновили на престолі Хаменгкубувоно II, повернувши його із заслання. Передбачалося, що повернення старого султана, що раніше неодноразово виявляв непокору колонізаторам, символізує готовність голландців до співіснування з більш незалежною Джок'якартою. Проте цей розрахунок не виправдався — старий Хаменгкубувоно II не користувався значним авторитетом ні серед простого населення, ні в придворних колах. Після його смерті в 1828 році до влади знову повернувся Хаменгкубувоно V.

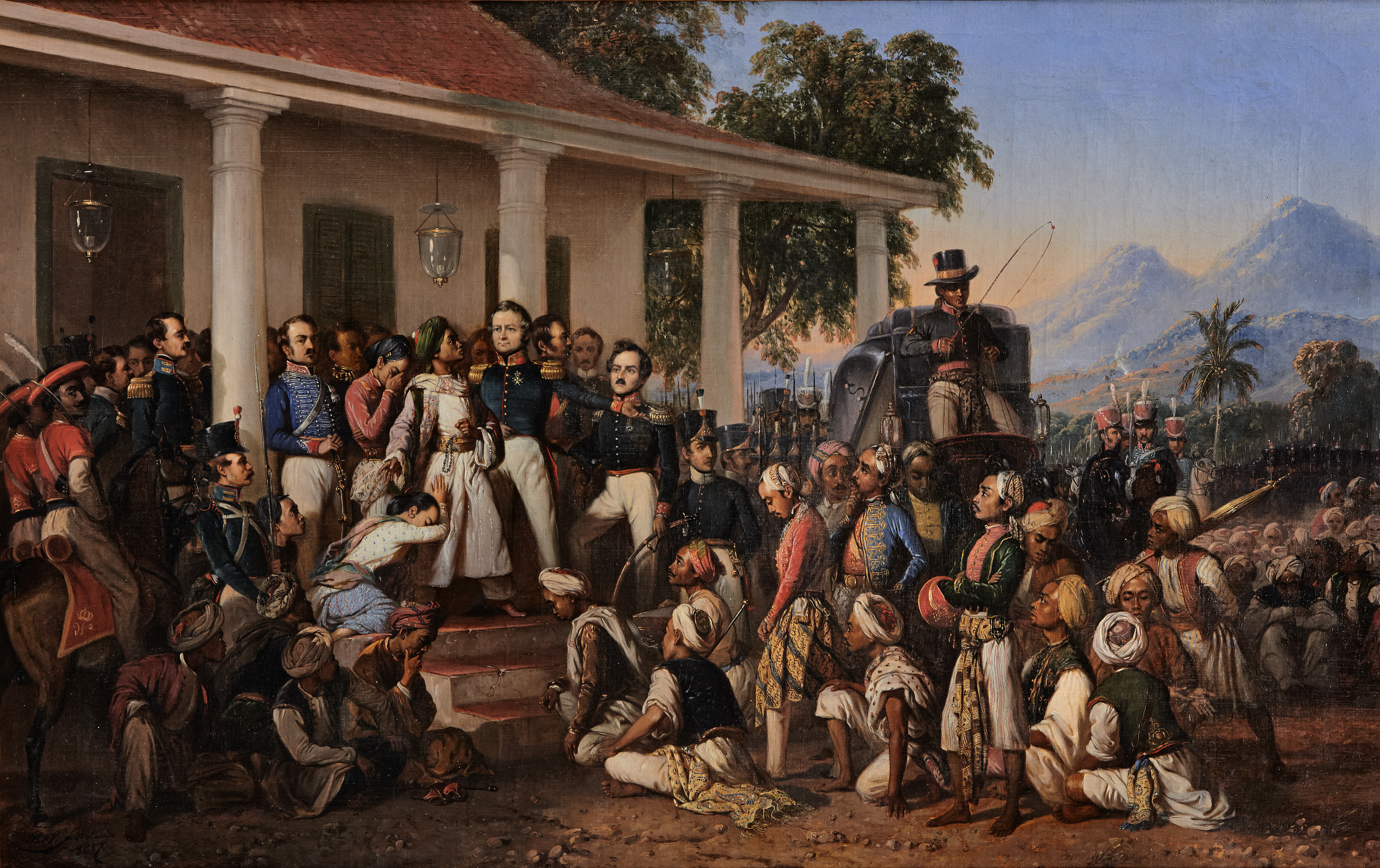
Полон Діпонегоро, картина роботи Радена Салеха, 1857 рік

Незважаючи на невдачу під Джок'якартою, ополчення Діпонегоро в 1825—1827 роках змогло завдати дошкульних ударів голландцям і султанській армії, що билася на їхньому боці, а бійці останньої масово переходили на бік заколотників. Тільки після істотного збільшення чисельності нідерландських військ і зведення ними на центральній Яві розгалуженої системи фортифікаційних споруд, що включала близько 200 фортів і блокгаузів, прихильники принца були змушені перейти до оборонної тактики. Проте, Діпонегоро відкинув пропозиції голландців про примирення в обмін на виділення йому частини Джок'якарти в якості окремого спадкового князівства і зі свого боку наполягав на «владі над усіма правовірними Яви». У березні 1830 року, після серії поразок залишки армії Діпонегоро були блоковані в районі міста Магеланг, після чого сам він був захоплений в полон під приводом переговорів і незабаром засланий на Сулавесі .
Повстання під проводом Діпонегоро, що стало наймасштабнішим антиколоніальним виступом корінного населення Голландської Ост-Індії, призвело до важких демографічних, матеріальних та політичних наслідків для Джок'якарти. До кінця війни населення султанату скоротилася практично вдвічі — сотні тисяч жителів загинули, втекли або були насильно переселені. Було зруйновано багато населених пунктів, в запустіння прийшли сільськогосподарські угіддя. По султанату прокотилася хвиля репресій — були заслані або відлучені від двору усі представники місцевої знаті, помічені в симпатіях до Діпонегоро.
27 вересня 1830 р, в селищі Клатен на центральній Яві представниками Джок'якарти, Суракарта і голландської адміністрації було підписано угоду, що остаточно оформила залежність обох цих яванських держав від Гааги в якості протекторатів і вписала їх в адміністративну систему Нідерландської Ост-Індії. Монархічна форма правління зберігалася, проте повноваження султанів носили переважно церемоніальний характер, в той час як реальна влада переходила в руки резидентів. Угода також передбачала суттєві перетворення внутрішнього устрою Джок'якарти, зокрема, кардинальне урізання прав вищих придворних чинів. Крім того, значна частина території Джок'якарти і територій, які керувались джок'якартським і суракартським султанами спільно, відторгалися на користь Нідерландської Ост-Індії. Між двома султанатами вперше проводилася чітка межа — при цьому на і без того урізаній території Джок'якарти створювалися кілька нових суракартських анклавів. Примітно, що це стало останньою територіальною зміною Джок'якарти: встановлені в 1830 році межі зберігалися до кінця її існування як формально суверенного султанату.

## Пізній період нідерландської колонізації (1830—1942)

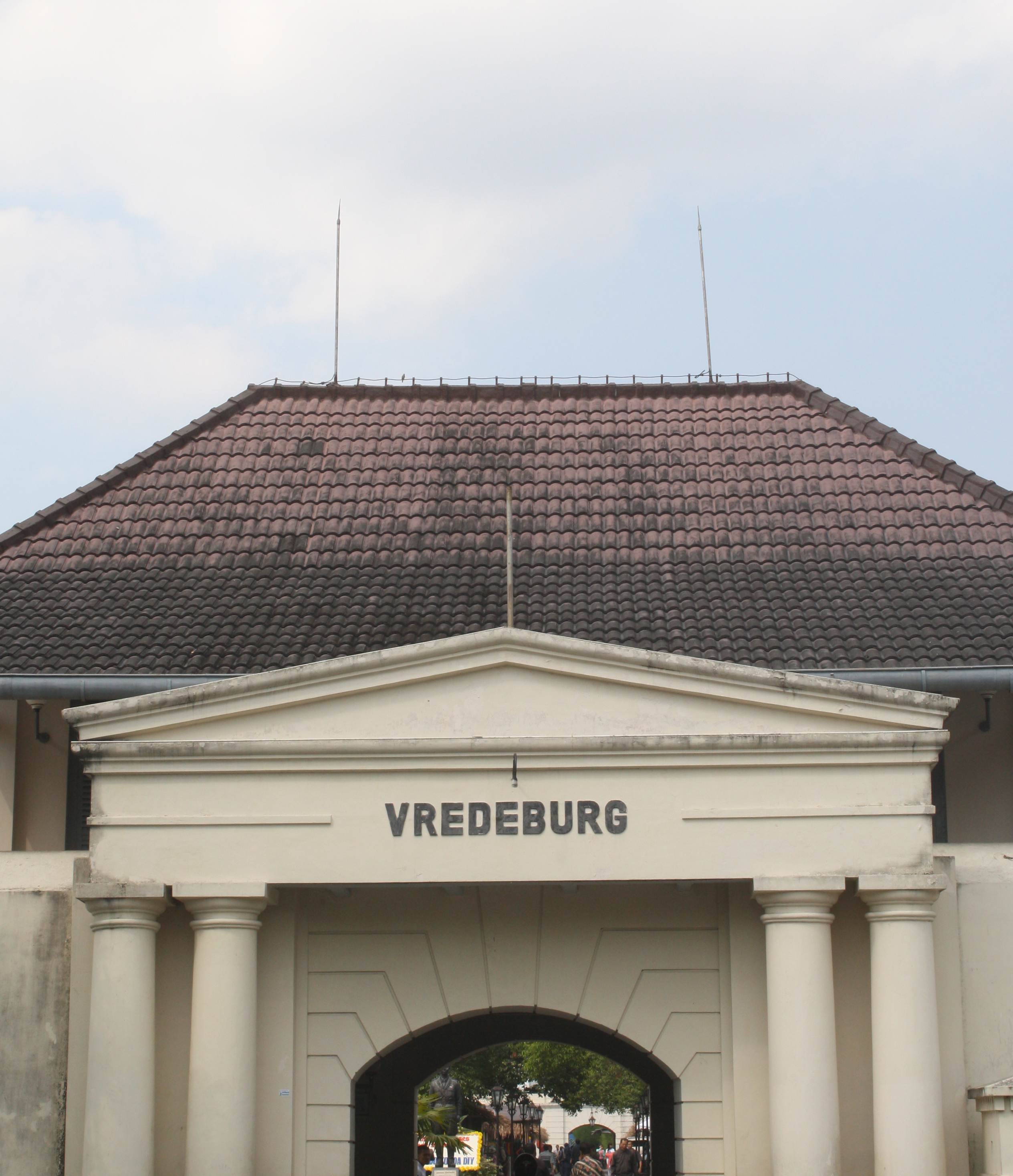
Ворота форту «Фредебург», який отримав сучасний вигляд в 1868 році

Після завершення яванський війни і ліквідації її наслідків, обстановка в Джок'якарта поступово стабілізувалася. Відносини з колоніальною адміністрацією нормалізувалися — Хаменгкубувоно V і його наступники демонстрували їй повну лояльність. У 1832 році було завершено розпочате ще до війни будівництво величної резиденції нідерландського представника, яка була зведена в безпосередній близькості від султанського кратона і отримала серед місцевого населення назву «Гедунг-Агунг» (індонез. Gedung Agung, буквально — «верховна будівля»).
У 1830-х роках за розпорядженням адміністрації Нідерландської Ост-Індії на більшій частині Яви була введена так звана «система примусових культур» (нід. cultuurstelsel). Близько 20 % місцевих землеробських угідь відводилося під посадки сільськогосподарських культур, які користувалися попитом на європейському ринку, обробляти які ставилося в обов'язок тубільним селянським общинам. Формально ця система не поширювалася на Джок'якарту і три інші монархії-протекторати, проте серія укладених з їх владою спеціальних угод фактично забезпечувала застосування аналогічних методів експлуатації і на цих територіях. В результаті протягом наступних десятиліть в султанаті були розбиті десятки плантацій кави, цукрової тростини, тютюну і індиго. Частина доходів від реалізації цієї продукції голландці відраховували в султанську скарбницю, невелика частка йшла на винагороду общинної верхівки.

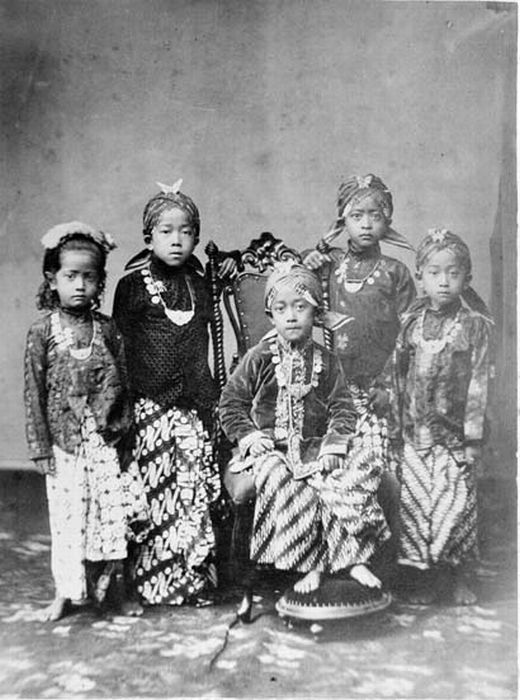
Принци і принцеси султаната Джокякарта. Фото близько 1870 р.

У 1867 році на території султанату стався потужний землетрус, що викликав значні руйнування. І «Гедунг-Агунг», і нідерландський форт серйозно постраждали і були відбудовані заново — саме в такому вигляді обидва цих будівлі збереглися до початку XXI століття. Примітно, що реконструйований форт отримав назву «Фредебург» (нід. Vredeburg, буквально — «мирна фортеця») — цим адміністрація колонії підкреслювала свій настрій на мирне співіснування з султанатом.
В цілому політичне і соціально-економічне становище Джок'якарти в другій половині XIX століття було цілком стабільним. Всіма скільки-небудь істотними управлінськими питаннями відав апарат нідерландського резидента. Султан і його двір, що були позбавлені реальної влади, зосереджували зусилля в основному на розвитку місцевої культури. Так, Хаменгкубувоно V не тільки зібрав значну бібліотеку і активно допомагав мистецтвам і наукам, але також сам активно займався літературною працею і історичними дослідженнями. У султанаті почали видаватися періодичні друковані видання: в 1877 році вийшла перша газета голландською мовою, а у 1879 році — перша газета яванською.
Рівень політичного конформізму місцевої еліти був досить високим. За досить тривалий період єдиним політичним потрясінням стала невдала спроба палацового перевороту, розпочата в 1883 році однією з вдів Хаменгкубувоно III з метою звести на престол свого сина, принца Сурьенгалагу (яван. Suryengalaga) — і вдова, і принц були заслані голландцями на Сулавесі.

У 1927 році в результаті реформування адміністративно-територіального поділу Нідерландської Ост-Індії, офіційний статус Джок'якарти зазнав деяких змін. Залишаючись формально суверенним султанатом, вона була прирівняна за статусом до провінцій колонії, а постійний представник голландської адміністрації в султанаті отримав посаду губернатора.

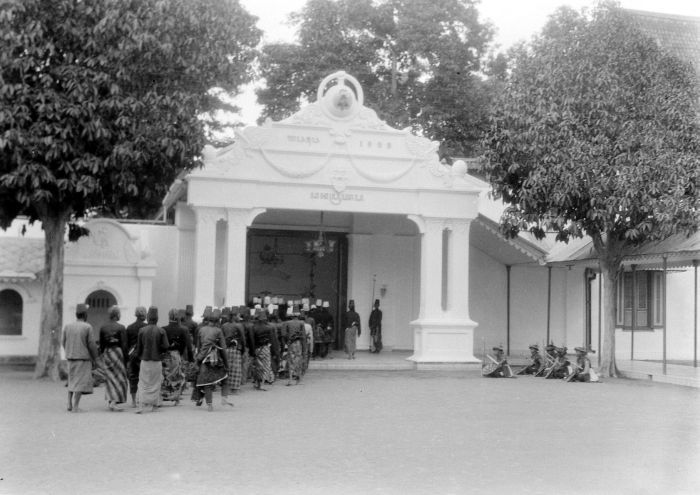
Палацові службовці біля воріт оновленого кратона. Фото 1929 року

Соціально-економічний уклад султанату поступово модернізувався, на його території з'являлися промислові та комерційні підприємства. У столиці та найбільших населених пунктах султанату будувалися великі кам'яні будівлі, що часто поєднували в своїй зовнішності місцеву і європейську стилістику. У 1928 році за участю європейських архітекторів було перебудовано і значно розширено султанський кратон — саме в цьому виді палацовий комплекс зберігся до теперішнього часу.
Султани при вступі на престол підписували з губернаторами так звані «політичні угоди», в яких досить детально обговорювались різні нюанси статусу Джок'якарти і принципи її відносин з колоніальною адміністрацією. В результаті влада монархів ставала все більш обмеженою, а голландці отримували все більш широкі адміністративні і економічні права щодо джок'якартської території. Останній документ такого роду був підписаний в 1940 році між Хаменгкубувоно IX і губернатором Джок'якарти Люсьеном Адамом.
У період Другої світової війни Джок'якарта, як і вся інша територія Нідерландської Ост-Індії, була захоплена японськими військами. Султанат був зайнятий без боїв 6-7 березня 1942 року і, як і більша частина Яви, включений в зону окупації 16-й японської армії. Окупаційна адміністрація розмістилася в «Гедунг-Агунг», командування японського гарнізону — в форті «Фредебург».

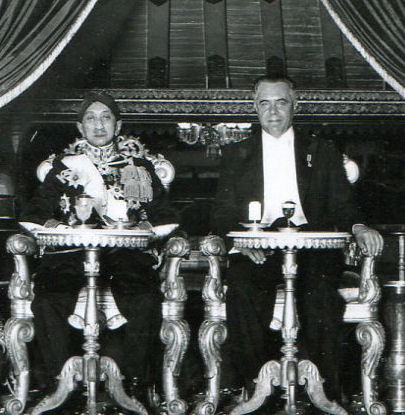
Султан Хаменгкубувоно VIII і Люсьєн Адам, останній нідерландський губернатор Джок'якарти. 1939 рік

Прагнучи привернути на свою сторону симпатії місцевого населення, японська адміністрація надала султанату статус «керованої території» (яп. kooti), який передбачав значно більший ступінь самоврядування, ніж в пізній період нідерландської колонізації. Скориставшись цим, Хаменгкубувоно IX значно зміцнив і розширив державний апарат, перевівши його при цьому фактично в своє пряме підпорядкування. Роль пепатіх-далем в результаті була зведена до мінімуму, а пізніше, в 1945 році після відходу у відставку Дануреджо VIII через похилий вік, ця посада взагалі була скасована. Таким чином, Хаменгкубувоно IX став першим султаном в історії Джок'якарти, що взяв у свої руки керівництво владними структурами.
Нові політичні та адміністративні повноваження султана дозволили йому вжити ряд заходів, спрямованих на поліпшення соціально-економічної ситуації в Джок'якарті. При цьому, прагнучи знизити норми по здачі продовольства окупаційній владі, він розпорядився занижувати дані про врожаї рису та інших культур. За допомогою фальсифікованої звітності монарху вдалося переконати японців, що виробленого в Джок'якарта продовольства не цілком вистачає навіть для покриття потреб місцевих жителів. В результаті японці підтримали проект Хаменгкубувоно IX по прискореному розвитку місцевої іригаційної системи. Під приводом мобілізації населення на будівництво каналів, султан домігся звільнення своїх підданих від примусових робіт за межами Яви, в той час як мільйони жителів інших частин острова були спрямовані японцями в різні частини архіпелагу в якості ромуся (яп. 労務者 Rōmusha - чорнороби, що працювали на примусових роботах під час японської окупації). Крім того, Хаменгкубувоно IX розпустив більшу частину султанської гвардії, щоб уникнути її використання японцями в бойових діях проти військ союзників.
Дислоковані в Джок'якарті окупаційні війська припинили військову діяльність після оголошення про капітуляцію Японії 15 серпня 1945 року, проте продовжували знаходитися на території султанату до кінця жовтня 1945 року, коли були вивезені звідти англо-голландськими силами.

## Поетапне входження до складу Індонезії (1945—1950)

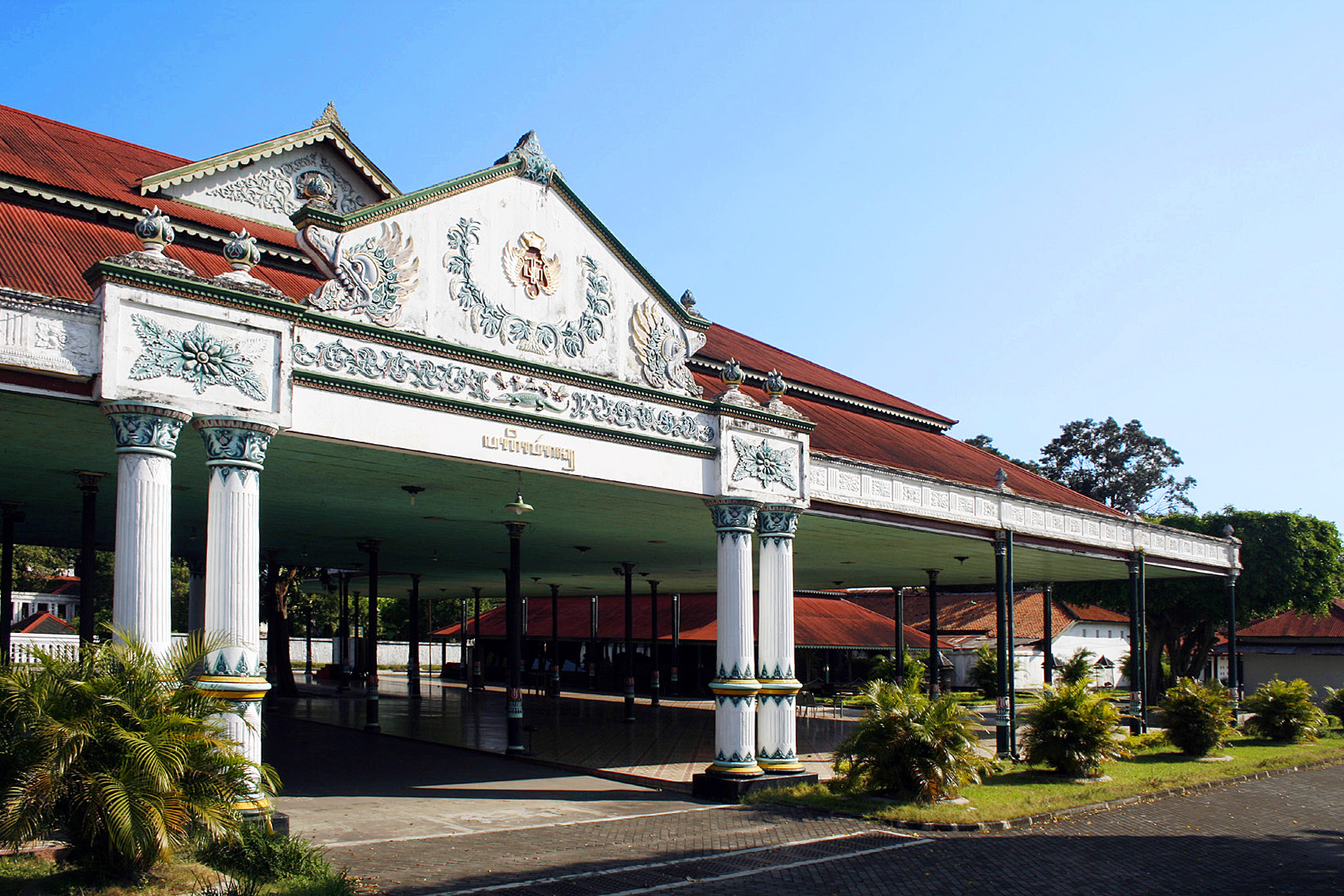
Головний павільйон джок'якартського кратона — сучасний вид

Після проголошення незалежності Індонезії 17 серпня 1945 року, султан Джок'якарти направив вітальний лист на ім'я президента Сукарно, в якому висловив намір встановити дружні відносини з новою державою. Одночасно делегований в Джакарту джок'якартський емісар повідомив про готовність султанату увійти до складу Республіки при збереженні високого ступеня самоврядування.

5 вересня 1945 року Хаменгкубувоно IX видав указ, який визначає правовий статус султанату як «особливого округу Республіки Індонезії». При цьому монархічна форма правління зберігалася з певними нюансами — влада монарха в межах Джок'якарти оголошувалася абсолютною, проте він ніс відповідальність перед президентом Індонезії. У той же день аналогічний указ був виданий правителем Пакуаламана Пакуаламом VIII. Ця дата вважається початком процесу інтеграції Джок'якарти в індонезійську державну систему, який розтягнувся на наступні п'ять років.

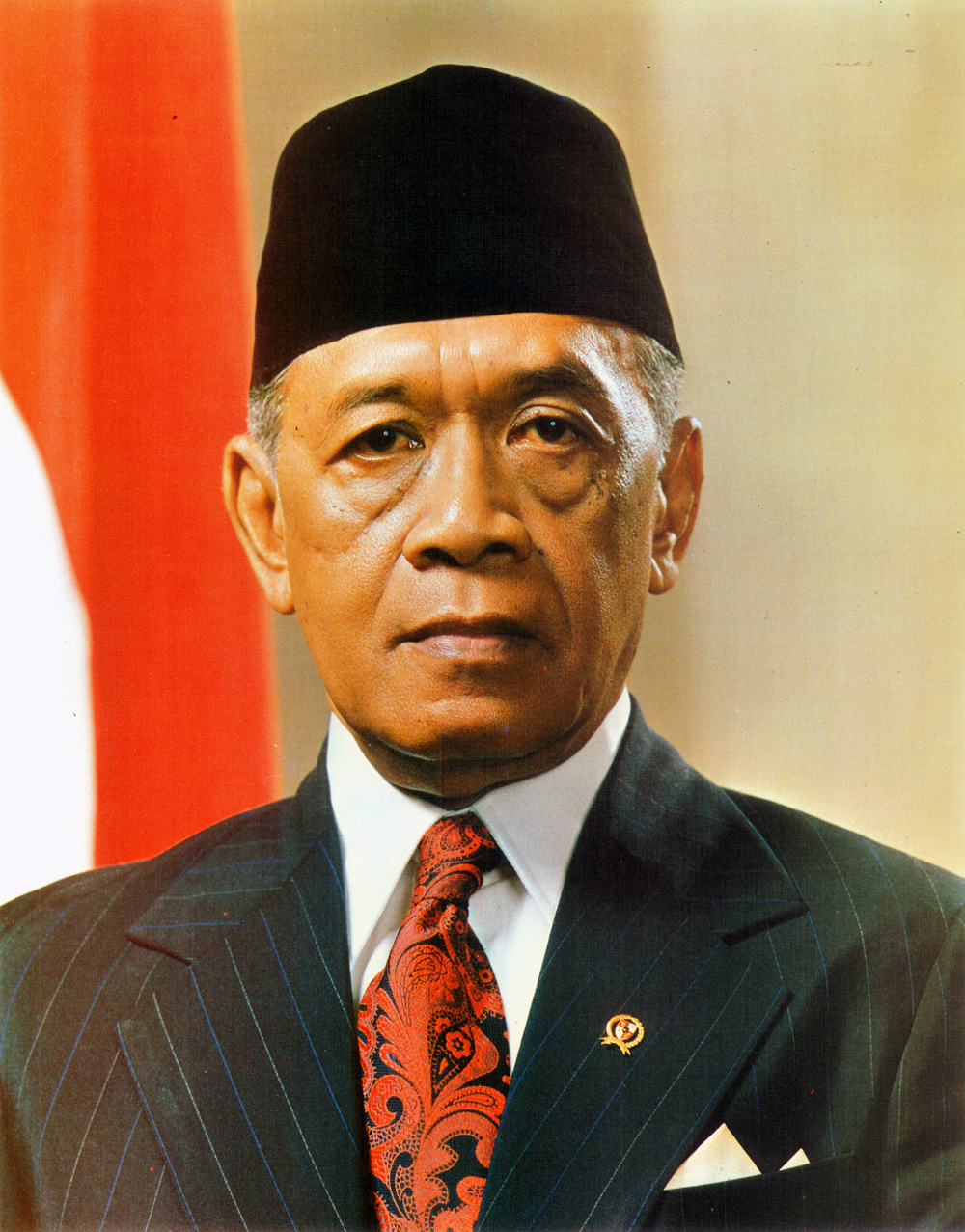
Хаменгкубувоно IX — султан Джок'якарти в 1940—1988 роках, віце-президент Індонезії в 1973—1978 роках

У султанаті почали формуватися політичні та силові структури, підзвітні центральній республіканській владі, зокрема місцеве представництво Центрального Національного Комітету Індонезії (індонез. Komite Nasional Indonesia Pusat) — тимчасового представницького органу, заснованого президентом Сукарно. 27 вересня 1945 року керівництво останнього оголосило про перехід влади в Джок'якарта до уряду Республіки Індонезії і зажадало від командування японських військ, що залишалися в султанаті, звільнити всі зайняті ними адміністративні будівлі. 5 жовтня глава японської адміністрації передав республіканським представникам «Гедунг-Агунг», проте японські частини продовжували утримувати штабні та казармені приміщення в районі Котабару (індонез. Kotabaru). 7 жовтня позиції японців були атаковані озброєним загоном республіканців. Після бою, який став найбільшим військовим зіткненням на території султанату за весь період японської військової присутності (загинув 21 індонезієць і 9 японців), японське командування здало всі підконтрольні йому будівлі і приступило до здачі зброї.
29 жовтня 1945 року Хаменгкубувоно IX і Пакуалам VIII видали спільний наказ про передачу законодавчої влади на територіях обох султанатів єдиному місцевому органу, створюваному в рамках законодавчої системи Індонезії. Це рішення поклало початок процесу возз'єднання султанатів, який був завершений 18 травня 1946 року. Згідно чергової спільної постанови двох монархів, органи управління їх володінь повністю інтегрувалися, а назва «Особливий округ Джок'якарта» поширювалося і на Пакуаламан.
Територія султанату стала одним з ключових театрів військових дій під час війни за незалежність Індонезії, що тривала з перервами з осені 1945 року до кінця 1949 року. Найважливішою подією в історії Джок'якарти стало тимчасове перенесення сюди столиці Індонезії — таке рішення було прийнято президентом Сукарно 5 січня 1946 року після захоплення Джакарти голландськими військами. Правове оформлення такого кроку виявилося досить складним. Спочатку практично вся територія султанської столиці була юридично виділена з території султанату, проте в червні 1947 року з огляду на невдоволення Хаменгкубувоно IX таким станом справ було досягнуто згоди про спільний суверенітет султана і центральних властей Республіки над містом. Монарх і його двір як і раніше розміщувалися в кратоні, резиденцією Сукарно став «Гедунг-Анунг», а у «Вредебурзі» розмістилося командування збройних сил Індонезії на чолі з генералом Судірманом. У цей період був прийнятий комплекс заходів щодо адаптації адміністративної системи Джок'якарти до загальнонаціональних норм.

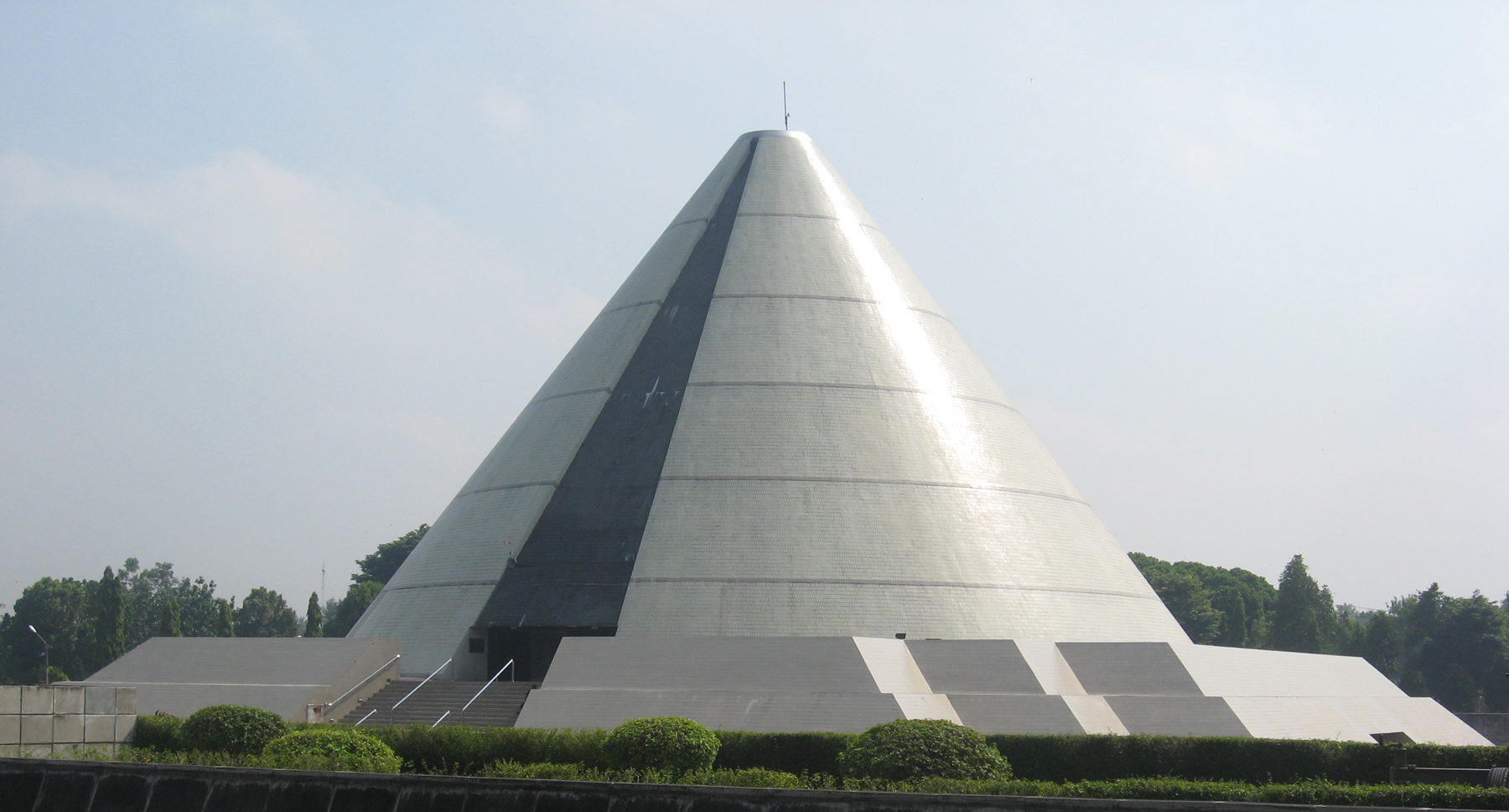
Меморіал «Повернення Джок'якарти», присвячений відбиттю міста у голландців 1 березня 1948 року

У 1948 році на джок'якартській території відбувалися масштабні бойові зіткнення між голландською армією і збройними силами Республіки Індонезії. 19 грудня 1948 року м Джок'якарта було захоплене голландцями, а президент Сукарно і віце-президент Хатта, що перебували в місті потрапили в полон. При цьому функції столиці Індонезії були передані Суматранського місту Букіттінгі. Проте республіканські сили продовжували активно діяти в багатьох районах султанату, вдаючись до партизанських методів боротьби. 1 березня 1949 року їм вдалося на кілька годин відбити столицю султанату — це подія мала велике моральне значення для прихильників незалежності країни і стала одним з найбільш яскравих моментів індонезійської-голландської війни.
За підсумками Гаазької конференції круглого столу, що завершилася в листопаді 1949 року, було проголошено створення Сполучених Штатів Індонезії (СШІ) — федеративного утворення, в яке сильно урізана Республіка Індонезія включалася поряд з групою квазінезалежних держав, створених при заступництві голландців на утримуваних ними ост-індських територіях. Столицею СШІ проголошувалася Джакарта, а в Джок'якарті, після виведення звідти голландських військ, облаштовувалися столиця Республіки Індонезії, як одного зі штатів СШІ.

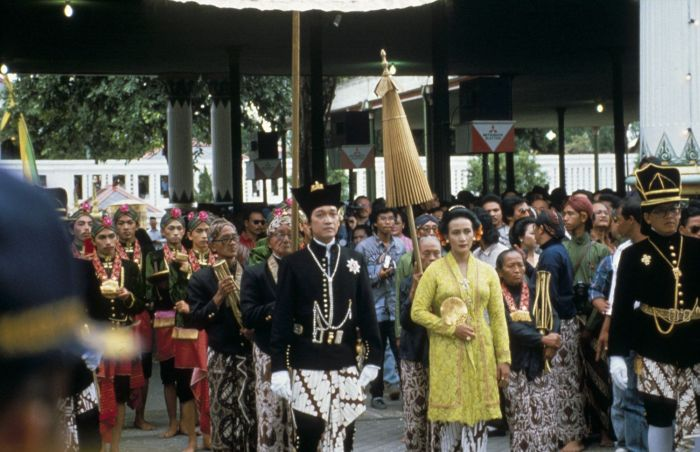
Коронація султана Хаменгкубувоно X в 1989 р.

Після того, як навесні 1950 року Сполучені Штати Індонезії де-факто перестали існувати — все штати тим чи іншим чином були включені до складу Республіки Індонезії, — процес оформлення статусу Джок'якарти як частини індонезійської території вступив в завершальну фазу. 3 серпня 1950 був прийнятий Закон № 3 Республіки Індонезії про створення особливого округу Джок'якарта, а 14 серпня 1950 року — за два дні до офіційної ліквідації СШІ і проголошення Республіки Індонезії унітарною державою — Закон № 19 Республіки Індонезії, який передбачав ряд змін і доповнень до попереднього. У ньому, зокрема, зазначалося створення в окрузі всіх адміністративних інститутів провінційного рівня. Губернатором особливого округу був призначений Хаменгкубувоно IX, віце-губернатором — Пакуалам VIII, причому такий розподіл повноважень передбачалося і для їхніх спадкоємців. Більш того, обидва монарха зберігали спадкові султанські титули, спадкове право на свої палацові комплекси, утримання двору і ряд протокольних привілеїв.
Таким чином, у серпні 1950 року Джок'якартський султанат припинив існування в якості державного утворення. При цьому його соціальні і культурні традиції продовжували грати виключно велику роль в подальшому житті однойменного особливого округу. Останній же правитель султанату Хаменгкубувоно IX протягом декількох десятиліть залишався одним з найавторитетніших державних діячів Індонезії і багато разів займав різні урядові посади, а в 1973—1978 роках — посаду віце-президента країни.

## Перелік султанів Джок'якарти
| Тронне ім'я         | Дати життя                                   | Дати правиління | Дати правиління | Офіційний портрет |
| Тронне ім'я         | Дати життя                                   | з               | по              | Офіційний портрет |
| ------------------- | -------------------------------------------- | --------------- | --------------- | ----------------- |
| Хаменгкубувоно I    | 6 серпня 1717 — 4 березня 1792 (74 роки)     | 1755            | 1792            |                   |
| Хаменгкубувоно II   | 7 березня 1750 — 3 січня 1828 (77 років)     | 1792            | 1810            |                   |
| Хаменгкубувоно III  | 20 лютого 1769 — 3 листопада 1814 (45 років) | 1810            | 1811            |                   |
| Хаменгкубувоно II   | 7 березня 1750 — 3 січня 1828 (77 років)     | 1811            | 1812            |                   |
| Хаменгкубувоно III  | 20 лютого 1769 — 3 листопада 1814 (45 років) | 1812            | 1814            |                   |
| Хаменгкубувоно IV   | 3 квітня 1804 — 6 грудня 1822 (18 років)     | 1814            | 1822            |                   |
| Хаменгкубувоно V    | 20 серпня 1821—1855                          | 1822            | 1826            |                   |
| Хаменгкубувоно II   | 7 березня 1750 — 3 січня 1828 (77 років)     | 1826            | 1828            |                   |
| Хаменгкубувоно V    | 20 серпня 1821—1855                          | 1828            | 1855            |                   |
| Хаменгкубувоно VI   | 1821 — 20 липня 1877                         | 1855            | 1877            |                   |
| Хаменгкубувоно VII  | 1839 — 1931                                  | 1877            | 1921            |                   |
| Хаменгкубувоно VIII | 3 березня 1880 — 22 жовтня 1939 (59 років)   | 1921            | 1939            |                   |
| Хаменгкубувоно IX   | 12 серпня 1912 — 2 жовтня 1988 (76 років)    | 1939            | 1988            |                   |
| Хаменгкубувоно X    | 2 квітня 1946                                | 1988            | дотепер         |                   |